# Siboglinum atlanticum
Siboglinum atlanticum är en ringmaskart som beskrevs av Southward 1958. Siboglinum atlanticum ingår i släktet Siboglinum och familjen skäggmaskar. Inga underarter finns listade i Catalogue of Life.